# Adam Adamczyk
Adam Eucharyst Adamczyk (ur. 1 października 1950 w Warszawie) – polski judoka i trener judo, mistrz Europy, medalista mistrzostw świata, olimpijczyk.
Zawodnik startujący w dwóch kategoriach wagowych – 78 i 80 kg. Siedmiokrotny medalista mistrzostw Europy. Mistrz Europy w 1977, dwukrotny wicemistrz (1976, 1978) oraz czterokrotny brązowy medalista w latach: 1974), 1975), 1978 (w drużynie) i 1979). Z mistrzostw świata przywiózł jeden medal – brązowy w 1975.
Dwa razy startował na igrzyskach olimpijskich: Monachium 1972 i Montreal 1976 za każdym razem odpadając w drugiej rundzie.
Po zakończeniu kariery sportowej został trenerem na Bemowie w klubie Yawara (od stycznia 2011 roku).
Posiada stopień 8 dan.